# Žalec
Žalec (njemački: Sachsenfeld) je grad i središte istoimene općine u središnjoj Sloveniji, u blizini Celja. Grad pripada pokrajini Štajerskoj i statističkoj regiji Savinjskoj.

## Stanovištvo
Prema popisu stanovništva iz 2002. godine Žalec je imalo 4.919 stanovnika.

## Vanjske poveznice
- Službena stranica općine  Arhivirana inačica izvorne stranice od 22. svibnja 2010. (Wayback Machine)
- Satelitska snimka grada  Arhivirana inačica izvorne stranice od 29. srpnja 2017. (Wayback Machine)